# Paterson Ewen
William Paterson Ewen (* 7. April 1925 in Montreal; † 17. Februar 2002 in London/Ontario) war ein kanadischer Maler und Hochschullehrer.

## Leben
Ewen war während des Zweiten Weltkrieges ab Ende 1944 einem Aufklärungsregiment an der Westfront zugeteilt. Nach seiner Entlassung aus dem Militärdienst studierte er ab 1946 Bildende Kunst an der McGill University bei John Lyman. Er wechselte dann zu der von Arthur Lismer, einem Mitglied der Group of Seven, geleiteten School of Fine Art and Design am Musée des beaux-arts de Montréal, wo u. a. Lismer, Marian Scott, Jacques de Tonnancour, Moses Reinblatt, William Armstrong und Goodridge Roberts seine Lehrer waren.
1949 heiratete Ewen die Malerin, Bildhauerin und Tänzerin Françoise Sullivan. Nachdem er bis dahin ausschließlich figurativ gemalt hatte, führte ihn Sullivan in die surrealistisch geprägte Gruppe der Automatisten ein. 1950 war er neben Paul-Émile Borduas der einzige Maler, dessen Werke sowohl in der jährlichen Frühjahrsausstellung des Musée des beaux-arts de Montréal als auch bei der von den Automatisten veranstalteten Exposition des Rebelles gezeigt wurden.
Im selben Jahr lief seine Versorgung als Veteran des Zweiten Weltkrieges aus, und Ewen war gezwungen, den Lebensunterhalt für sich und seine Familie u. a. als Teppichverkäufer bei Ogilvy’s, als Mitarbeiter der Stadtverwaltung von Montreal und stellvertretender Sekretär des Premierministers Maurice Duplessis zu verdienen. Ab 1956 arbeitete er als Verwalter bei Bathurst Containers. Er malte dabei weiter, wobei er sich ab 1954 der abstrakten Malerei zuwandte. 1957 gewann er den Zweiten Preis für Malerei beim  Concours artistiques de la province de Québec. Zwischen 1958 und 1963 hatte er jährliche Einzelausstellungen in der Galerie Denyse Delrue.
1966 trennten sich Ewen und Sullivan, und Ewen verfiel in Depressionen. Er begann zu trinken, verlor einen Job bei RCA Victor und wurde schließlich im Royal Victoria Hospital gegen Depressionen und im Queen Mary Veterans Hospital mit Insulinschock-Therapien behandelt. Schließlich zog er 1968 nach London in Ontario, wo er sich der Künstlerszene um Greg Curnoe anschloss. Von 1969 bis 1971 war er Lehrer an der H. B. Beal Secondary School in London, danach wurde er als Nachfolger von Tony Urquhart Lehrer für Malerei an der University of Western Ontario.
1975 wurde Ewen in die  Royal Canadian Academy of Arts gewählt. Mit Mary Handford, die 1995 seine zweite Ehefrau wurde, unternahm er 1980 die erste von mehreren Reisen nach Frankreich und Spanien, wo ihm die Werke von  William Turner, Claude Monet, Georges Seurat, Albert Pinkham Ryder, Vincent van Gogh und anderen neue Anregungen für seine Landschaftsmalerei gaben. 1982 vertrat er Kanada bei der Biennale di Venezia. Die Concordia University und die University of Western Ontario verliehen ihm 1989 Ehrendoktortitel. 1995 erhielt er den Jean A. Chalmers National Visual Arts Award und 2000 den Gershon Iskowitz Prize. Matthew Teitelbaum kuratierte 1995 eine große Einzelausstellung seiner Werke an der Art Gallery of Ontario, die danach eine umfassende Sammlung seiner Werke anlegte.

## Werke
- Citadel, Quebec, 1947
- Landscape with Monastery, 1947
- Bay in Red, 1950
- Portrait of Poet (Rémi-Paul Forgues), 1950
- Interior, Fort Street, Montreal [#1], 1951
- Percé Rock, Gaspé, um 1953
- Untitled, 1954
- Blackout, 1960
- White Abstraction No. 1, um 1963
- Traces through Space, 1970
- Rocks Moving in the Current of a Stream, 1971
- Solar Eclipse, 1971
- Cumulous Cloud as Generator, 1971
- Thunder Cloud as Generator #1, 1971
- The Bandaged Man, 1973
- The Great Wave—Homage to Hokusai, 1974
- Coastline with Precipitation, 1975
- Gibbous Moon, 1980
- Ship Wreck, 1987
- Satan’s Pit 1991
- Lethbridge Landscape, 1981